# Spektroskopia rotacyjna
Spektroskopia rotacyjna – dziedzina spektroskopii cząsteczkowej badająca przejścia promieniste między poziomami rotacyjnymi (skwantowanymi poziomami energii obrotowej) cząsteczki pod wpływem promieniowania elektromagnetycznego. Widmo rotacyjne można otrzymać wyłącznie dla substancji w fazie gazowej. Obserwuje się je w postaci szeregu wąskich linii widmowych. Przejścia rotacyjne można opisać w przybliżeniu jako zmieniające jedynie część funkcji falowej cząsteczki zależną od kątów opisujących obrót cząsteczki jako całości w przestrzeni. Odstępy energetyczne pomiędzy poziomami rotacyjnymi są niewielkie, dlatego przejścia pomiędzy nimi są najniżej energetycznymi przejściami w zakresie całej spektrometrii optycznej. Odstępy te odpowiadają zakresowi promieniowania mikrofalowego.
W spektroskopii wykorzystywane są dwa rodzaje widma rotacyjnego:
- widmo rotacyjne absorpcyjne, obserwowane w zakresie promieniowania mikrofalowego, powstałe na skutek przejścia promienistego (w wyniku absorpcji promieniowania mikrofalowego) między niższym a wyższym poziomem rotacyjnym cząsteczki. Warunkiem obserwacji takiego widma jest posiadanie przez cząsteczkę trwałego elektrycznego momentu dipolowego, czyli polarność cząsteczki.

- widmo rotacyjne Ramana, obserwowane w widmie rozproszeniowym, powstałe na skutek rozproszenia nieelastycznego promieniowania elektromagnetycznego na poziomach rotacyjnych cząsteczki. Warunkiem obserwacji takiego widma jest anizotropia polaryzowalności cząsteczki, czyli w praktyce nieposiadanie przez daną cząsteczkę symetrii tetraedru, oktaedru lub ikosaedru.

Opis teoretyczny widma rotacyjnego opiera się w pierwszym przybliżeniu na przybliżeniu rotatora sztywnego. Cząsteczka w stanie gazowym ma możliwość swobodnego obrotu wokół wzajemnie prostopadłych osi zawieszonych w środku masy tej molekuły. Rotacja wokół każdej z tych osi związana jest ze skwantowanymi poziomami energetycznymi zależnymi od momentu bezwładności oraz rotacyjnej liczby kwantowej.

## Klasyfikacja cząsteczek wieloatomowych jako rotatorów (bąków) ze względu na typ symetrii.
Widma rotacyjne cząsteczek wieloatomowych zależą od ich symetrii, która wpływa na postać tensora momentu bezwładności. Rozróżnia się następujące rotatory (podane wzory odpowiadają przybliżeniu rotatora sztywnego; liczba kwantowa {\displaystyle J} przybiera, podobnie jak dla cząsteczki dwuatomowej, wartości naturalne łącznie z zerem):
- Rotatory liniowe (CO2, C2H2). Poziomy energetyczne, reguły wyboru i widmo są analogiczne jak w cząsteczkach dwuatomowych, czyli charakteryzują je dwie liczby kwantowe, {\displaystyle J,M,} a energia zależy od jednej z nich:

{\displaystyle E_{J}={\frac {\hbar ^{2}}{2I}}J(J+1).}
Ponieważ {\displaystyle M} może przybierać wartości {\displaystyle M=-J,-J+1,\dots ,0,\dots ,J-1,J,} czyli dla każdego poziomu {\displaystyle J} może być {\displaystyle 2J+1} stanów z różną liczbą {\displaystyle M,} każdy poziom {\displaystyle J} jest {\displaystyle 2J+1}-krotnie zdegenerowany.
- Rotatory sferyczne, do których należą cząsteczki o więcej niż jednej osi obrotowej z krotnością większą niż 2, czyli z grupy symetrii tetraedru, oktaedru lub ikosaedru (na przykład CH4, SF6, C60). Tensor momentu bezwładności jest w nich izotropowy, {\displaystyle I_{A}=I_{B}=I_{C}} W przybliżeniu rotatora sztywnego stany rotacyjne w nich charakteryzują trzy liczby kwantowe, {\displaystyle J,M,K.} Energia zależy tylko od jednej z nich:

{\displaystyle E_{J}={\frac {\hbar ^{2}}{2I_{C}}}J(J+1)}
{\displaystyle M} i {\displaystyle K} przybierają wartości z przedziału: {\displaystyle M=-J,-J+1,\dots ,0,\dots ,J-1,J} i {\displaystyle K=-J,-J+1,\dots ,0,\dots ,J-1,J,} zatem degeneracja poziomu {\displaystyle J} wynosi {\displaystyle (2J+1)^{2}.}
- Rotatory symetryczne, do których należą cząsteczki o jednej osi obrotowej z krotnością większą niż 2 (na przykład NH3, CH3Cl, C6H6). Dzielą się na wydłużone (NH3, CH3Cl) {\displaystyle (I_{A}<I_{B}=I_{C})} i spłaszczone (C6H6) {\displaystyle (I_{A}=I_{B}<I_{C}).} W przybliżeniu rotatora sztywnego stany rotacyjne w nich charakteryzują trzy liczby kwantowe, {\displaystyle J,M,K,} {\displaystyle M=-J,-J+1,\dots ,0,\dots ,J-1,J} i {\displaystyle K=-J,-J+1,\dots ,0,\dots ,J-1,J.} Energia zależy od {\displaystyle J} i {\displaystyle K{:}}

{\displaystyle E_{J}={\frac {\hbar ^{2}}{2I_{B}}}J(J+1)+K^{2}\hbar ^{2}\left({\frac {1}{2I_{A}}}-{\frac {1}{2I_{B}}}\right)} dla rotatorów symetrycznych wydłużonych i
{\displaystyle E_{J}={\frac {\hbar ^{2}}{2I_{B}}}J(J+1)+K^{2}\hbar ^{2}\left({\frac {1}{2I_{C}}}-{\frac {1}{2I_{B}}}\right)} dla rotatorów symetrycznych skróconych.
Degeneracja każdego poziomu energetycznego wynosi zatem {\displaystyle (2J+1)} dla {\displaystyle K=0} i {\displaystyle 2(2J+1)} dla {\displaystyle K\neq 0.}
- Rotatory asymetryczne, do których należą wszystkie pozostałe cząsteczki. {\displaystyle K} nie jest już dobrą liczbą kwantową i energia nie wyraża się prostym wzorem.

Absorpcja promieniowania z zakresu mikrofalowego lub pojawienie się rotacyjnego pasma w widmie Ramana zachodzi tylko wtedy, gdy spełnione są następujące reguły wyboru.
| Typ rotatora | Widmo MW                                                                                       | Widmo Ramana                                                                                               |
| ------------ | ---------------------------------------------------------------------------------------------- | --- |
| Liniowy      | {\displaystyle \Delta J=\pm 1,} {\displaystyle \Delta M=0,\pm 1}                               | {\displaystyle \Delta J=0,\pm 2,} {\displaystyle \Delta M=0,\pm 1,\pm 2}                                   |
| Sferyczny    | brak widma                                                                                     | brak widma                                                                                                 |
| Symetryczny  | {\displaystyle \Delta J=0,\pm 1,} {\displaystyle \Delta M=0,\pm 1,} {\displaystyle \Delta K=0} | {\displaystyle \Delta J=0,\pm 1,\pm 2,} {\displaystyle \Delta M=0,\pm 1,\pm 2,} {\displaystyle \Delta K=0} |
| Asymetryczny | {\displaystyle \Delta J=0,\pm 1,} {\displaystyle \Delta M=0,\pm 1}                             | {\displaystyle \Delta J=0,\pm 1,\pm 2,} {\displaystyle \Delta M=0,\pm 1,\pm 2}                             |

## Widma mikrofalowe i dalekiej podczerwieni
Przejścia absorpcyjne pomiędzy poziomami rotacyjnymi zachodzą jedynie wtedy, gdy cząsteczka ma trwały moment dipolowy (tj. jest polarna). Rotatory sferyczne (grupy symetrii Td, Oh, Ih) oraz rotatory liniowe o symetrii D∞h nie mają trwałego momentu dipolowego, dlatego nie będzie możliwe otrzymanie dla nich absorpcyjnego widma rotacyjnego.

### Intensywności linii rotacyjnych
Im większy jest moment dipolowy molekuły, tym silniejsze będzie widmo rotacyjne.
Prawdopodobieństwo wystąpienia przejścia rotacyjnego to czynnik mający największy wpływ na intensywność obserwowanej rotacyjnej linii widmowej. Prawdopodobieństwo to jest proporcjonalne do początkowego obsadzenia rotacyjnych poziomów energetycznych. Obsadzenie rotacyjnych stanów energetycznych zależy od dwóch czynników. Pierwszym jest ilość molekuł w stanie wzbudzonym o liczbie kwantowej J w odniesieniu do ilości molekuł w stanie podstawowym, stosunek ten (NJ/N0) dla rotatorów liniowych jest opisany za pomocą rozkładu Boltzmana jako:
{\displaystyle {\frac {N_{J}}{N_{0}}}=e^{-}{\frac {E_{J}}{kT}}=e^{-}{\frac {cBhJ(J+1)}{kT}},}
gdzie:
{\displaystyle k} – stała Boltzmana,
{\displaystyle T} – temperatura absolutna.
Drugim czynnikiem jest degeneracja stanu rotacyjnego. Każdy poziom rotacyjny jest (2J+1)-krotnie zdegenerowany. Degeneracja powoduje wzrost intensywności przejść rotacyjnych wraz ze wzrostem J, natomiast czynnik boltzmanowski powoduje jej eksponencjalne zmniejszanie wraz ze wzrostem J. Całkowite obsadzenie jest więc proporcjonalne do: {\displaystyle (2J+1)e^{-}({\frac {E_{J}}{kT}}).}
W efekcie otrzymujemy widmo rotacyjne, którego intensywność posiada maksimum równe:
{\displaystyle J_{(}max)={\sqrt {\left({\frac {kT}{2hcB}}\right)}}-1/2.}

### Widma Ramana
Spektrometria Ramana wykorzystuje zjawisko nieelastycznego rozproszenia promieniowania padającego na molekułach ośrodka. Skolimowana wiązka promieniowania monochromatycznego (laserowego), zwykle w zakresie widzialnym lub nadfioletu, kierowana jest na próbkę badaną, na której ulega rozproszeniu. W badaniu tym analizuje się częstości tego rozproszonego promieniowania. Wzbudzenie rotacji w cząsteczce wynika z przekazania jej części energii padającego fotonu, który jako foton rozproszony charakteryzuje się zmniejszoną w stosunku do pierwotnej energią, w ten sposób powstają tzw. linie stokesowskie. W sytuacji odwrotnej, kiedy energia rotacji cząsteczki zostaje przekazana fotonowi padającemu – tym samym zwiększając jego energię, powstające linie widma nazywamy antystokesowskimi. Warunkiem powstania widma Ramana jest anizotropowość polaryzowalności cząsteczki. Polaryzowalność, rozumiana jako zdolność do wyindukowania przez zewnętrzne pole elektryczne elektrycznego momentu dipolowego, powinna się więc zmieniać wraz ze zmianą orientacji cząsteczki względem pola elektromagnetycznego promieniowania. Cząsteczki symetryczne, takie jak CH4 (tetraedr) czy SF6 (oktaedr), mają polaryzowalność niezmienną względem zewnętrznego pola elektrycznego, dlatego nie można dla nich uzyskać rotacyjnego widma Ramana.

### Wyznaczanie momentu dipolowego z wykorzystaniem efektu Starka
W zewnętrznym polu elektrycznym (2J+1)-krotna degeneracja każdego poziomu rotacyjnego jest częściowo zniesiona w następstwie efektu Starka. Np. dla molekuł liniowych każdy poziom energetyczny jest rozszczepiony na (J+1) składowych. Rozszczepienie to zależy od kwadratu natężenia pola elektrycznego oraz kwadratu momentu dipolowego cząsteczki. Zależność ta pozwala na wykorzystanie tego efektu do pomiaru momentów dipolowych cząsteczek. Ponieważ jednak rozszczepienie zależy od momentu dipolowego w jego drugiej potędze, nie jest możliwe określenie kierunku tego wektora, a jedynie jego wartości. O kierunku wnioskuje się na podstawie rozważań kwantowomechanicznych.

## Instrumenty i metody pomiarowe
Większość obecnie stosowanych spektrometrów to urządzenia komercyjne dostosowane przez użytkowników do ich własnych potrzeb pomiarowych. Pasmo promieniowania elektromagnetycznego obejmujące mikrofale jest dosyć szerokie (od 300 MHz do 3 THz), w związku z tym z praktycznych i ekonomicznych względów zakres pracy urządzenia zawęża się do takiego, który jest najbardziej użyteczny z punktu widzenia prowadzonych pomiarów.
W najprostszy sposób spektrometr może zostać skonstruowany w oparciu o źródło promieniowania mikrofalowego (magnetron, klistron (lampa mikrofalowa)), celkę absorpcyjną, w której umieszczona jest próbka badana oraz detektor w postaci radioodbiornika superheterodynowego. Widmo uzyskuje się poprzez przemiatanie częstotliwości źródła w celu znalezienia sygnału pochodzącego od badanej próbki. Prostą odmianą tego układu jest technika, w której do celki absorpcyjnej wprowadza się elektrody, do których doprowadzany jest prąd zmienny, co skutkuje modulacją częstotliwości przejść rotacyjnych. Ta technika nazywana jest modulacją Starka i pozwala na detekcję, która jest wrażliwa na zmianę faz, co podnosi czułość metody. Spektroskopia absorpcyjna jest odpowiednia dla próbek stałych termodynamicznie w temperaturach pokojowych.
Metody spektroskopowe wykorzystujące mikrofale zaczęły być szeroko stosowane od czasów II wojny światowej, za sprawą odkryć w tym zakresie poczynionych do zastosowań wojskowych takich jak radar. Jedną z takich technicznych nowinek był klistron, który znalazł ogromne zastosowanie w wielu dziedzinach. Pierwsze urządzenie dla celów komercyjnych zostało wyprodukowane w 1970 r. przez firmę Hewlett-Packard i było szeroko stosowane w badaniach podstawowych. Następnie motorem napędowym dla tego typu badań był szybki rozwój w zakresie systemów obrony rakietowej oraz innych zastosowań wojskowych i kosmicznych.
Większość układów laboratoryjnych stanowią spektrometry typu: Balle-Flygare lub chirped-pulse Fourier transform microwave (FTMW).
Podstawy teoretyczne spektroskopii wykorzystującej transformację Fouriera są analogiczne do spektroskopii NMR. Zachowanie układu opisują optyczne równania Blocha. W pierwszej kolejności generowany jest krótki impuls mikrofalowy, który pozostaje w rezonansie z częstotliwością przejścia rotacyjnego materiału próbki. Molekuły, które pochłoną energię tego impulsu, zaczynają rotować spójnie w fazie z padającym promieniowaniem. Dezaktywacja pulsu mikrofalowego powoduje utratę spójności przez molekułę, co wiąże się z emisją promieniowania w zakresie mikrofalowym. Ten impuls zwany impulsem swobodnego zaniku (FID – Free Induction Decay) jest następnie rejestrowany przez układ pomiarowy. Czas jego trwania wynosi 1–100 mikrosekund w zależności od ustawień instrumentu pomiarowego. Następnie impuls przetwarzany jest na sygnał cyfrowy i zapisywany za pomocą oscyloskopu. Transformacja Fouriera umożliwia natomiast przejście z domeny czasu (wykres intensywności impulsu FID względem czasu) do domeny częstotliwości (wykres intensywności impulsu względem częstotliwości). Proces jest powtarzany, a wyniki składane i uśredniane tak, aby uzyskać odpowiedni stosunek sygnału do szumu dla badanego widma.

### Spektrometr FTMW typu Balle-Flygare
Naukowcy zaczęli stosować spektrometry typu FTMW, odkąd tylko rozwiązania w dziedzinie elektroniki umożliwiły odpowiednio szybki cyfrowy zapis widm. T.J. Balle i W.H. Flygare opracowali technikę pomiarową oraz nowy model spektrometru, który był szeroko stosowany przez następne trzydzieści lat w laboratoriach na całym świecie. Balle, Campbell, Keenan i Flygare pokazali, że technika FTMW może być zastosowana wewnątrz celki pomiarowej tzw. „free space cell” zawierającej komorę próżniową z wnęką Fabry-Perota. Technika ta pozwala na próbkowanie w milisekundy po tym, jak próbka przejdzie szybkie schłodzenie do temperatury kilku Kelwinów w strumieniu gazu. Szybkie schłodzenie molekuł do niskich temperatur powoduje koncentrację dostępnej populacji stanów o najniższym poziomie energii rotacji. W połączeniu z zaletami wnęki Fabry-Perota rozwiązanie to znacznie podnosi czułość i rozdzielczość tak skonstruowanego układu. Dzięki temu stała się również możliwa obserwacja molekuł bardzo słabo związanych, ponieważ w tak niskich temperaturach nie są one w stanie uzyskać wystarczającej energii, aby przejść fragmentację lub aby mogła zajść reakcja chemiczna. Wnęka Fabry-Perota może być wprowadzana w rezonans dla częstotliwości z zakresu 6–18 GHz, szerokość pasma dla jednego pomiaru wynosi ok. 1MHz.

### Spektrometr chirped-pulse FWMW
Jak wspomniano powyżej, wczesne modele spektrometrów, w tym spektrometry FTMW typu Balle-Flygare, ze względu na zastosowaną elektronikę miały ograniczone do ok. 1 MHz możliwości zapisu zarejestrowanego widma w trakcie jednego pomiaru. Zastosowanie nowoczesnych, dużo szybszych przetworników cyfrowych pozwoliło na konstrukcję szerokopasmowych spektrometrów mikrofalowych. B.H. Pete z Uniwersytetu w Wirginii skonstruował spektrometr, który zachowując wiele z zalet spektrometru FTWM typu Balle-Flygare, wykorzystuje równocześnie najnowsze rozwiązania z zakresu elektroniki takie jak szybki generator przebiegów dowolnych (częstotliwość próbkowania >4 GS/s) umożliwiający wygenerowanie spolaryzowanego impulsu mikrofalowego (tzw. „chirped pulse”), którym można przemiatać do 12 GHz częstotliwości w mniej niż mikrosekundę, a także szybki oscyloskop (częstotliwość próbkowania >40 GS/s) umożliwiający przetworzenie na zapis cyfrowy oraz zastosowanie transformacji Fouriera sygnału FID. Szerokość pasma dla jednego pomiaru dla tak skonstruowanego układu wynosi już 12 GHz. Pozwoliło to na znaczne przyspieszenie prac badawczych. Setki przejść mogą zostać zmierzone równocześnie w relatywnie krótkim czasie, podczas gdy zastosowanie do tego celu spektrometru starszego typu wymagałoby miesięcy pracy.

## Zastosowanie
Głównym zastosowaniem widma rotacyjnego w chemii jest wyznaczanie struktury geometrycznej małych cząsteczek (długości wiązań oraz kątów i kątów dwuściennych między nimi). Służy ono także do wyznaczania (z intensywności linii widmowych) temperatury odległych obiektów. Widma rotacyjne molekuł umieszczonych w zewnętrznym polu elektrycznym (wykazujące efekt Starka) służą też do wyznaczania elektrycznego momentu dipolowego.
Pierwsze zastosowania spektroskopii rotacyjnej dotyczyły badań podstawowych w zakresie fizyki cząstek. Jest to wyjątkowo precyzyjne narzędzie, które umożliwiło wyznaczenie geometrii cząsteczek, a także ich kompleksów w fazie gazowej. Zrozumienie słabych oddziaływań takich jak oddziaływania van der Waalsa, wiązania wodorowe i halogenowe było możliwe właśnie dzięki badaniom z zastosowaniem spektroskopii rotacyjnej. Jeśli możliwa jest również obserwacja struktury subtelnej lub nadsubtelnej, technika ta pozwala również na analizę struktury elektronowej molekuł.
W połączeniu z radioteleskopią spektroskopia rotacyjna odgrywa istotną rolę w radioastronomii, pozwalając na badania składu izotopowego oraz rozmieszczenia molekuł w przestrzeni międzygwiezdnej. Wszechświat pełen jest źródeł promieniowania mikrofalowego, a absorpcyjne widma rotacyjne rejestrowane są właśnie w tym zakresie promieniowania elektromagnetycznego, dlatego też widma te stanowią bogate źródło informacji o materii międzygwiezdnej. Rozkład intensywności w takim widmie niesie dodatkowo informację na temat temperatury odległych ciał niebieskich.